# Ayşenur İslam
Ayşenur İslam, née Ayşenur Külahlıoğlu le 16 janvier 1958 dans le district d'Üsküdar à Istanbul (Turquie), est une femme politique turque. 

## Biographie
Membre de l'AKP, elle est députée depuis 2011 et ministre de la Famille et des Politiques sociales entre 2013 et 2015.
Elle est mariée au docteur Bahadır Celal İslam, le fils de Nadir Latif İslam (tr), et est mère d'un enfant.

## Source de la traduction
- (en) Cet article est partiellement ou en totalité issu de l’article de Wikipédia en anglais intitulé « Ayşenur İslam » (voir la liste des auteurs).